# Poltava
Poltava (in ucraino e in russo Полтава?) è una città ucraina (279 593 abitanti) nel distretto di Poltava, nell'oblast' di Poltava. Ospita l'amministrazione del Distretto di Poltava e della comunità territoriale di Poltava, una delle comunità territoriali dell'Ucraina.
Situata sulla riva destra del fiume Vorskla, fino al 18 luglio 2020 Poltava costituiva una città di rilevanza regionale e non apparteneva ad alcun distretto, anche se era il centro amministrativo del Distretto di Poltava. Come parte della riforma amministrativa dell'Ucraina, che ridusse a quattro il numero di distretti dell'oblast' di Poltava, la città fu integrata nel distretto di Poltava.

## Storia
La data di fondazione della città è controversa. La tomba di Baltavar Kubrat è stata rinvenuta nelle vicinanze: il nome della città deriva dal titolo che egli, i suoi discendenti ed i suoi successori portavano: Balt-Avar letteralmente significa capo degli Avari ed è il titolo degli antichi sovrani della Bulgaria. Nonostante la città non sia attestata prima del 1174, le autorità cittadine hanno deciso di celebrare i 1 100 anni dalla fondazione nel 1999 per ragioni che non si conoscono. L'insediamento originale è comunque molto antico: gli archeologi hanno scoperto e riportato alla luce una dimora risalente al Paleolitico; nondimeno il territorio di insediamento degli antichi Sciti comprendeva questa zona.
Il nome attuale della città è fatto tradizionalmente risalire all'insediamento di Ltava, menzionato nella Cronaca degli anni passati nel 1174. La regione è appartenuta al Granducato di Lituania fin dal XIV secolo. Nel 1569 è subentrata l'amministrazione polacca. Nel 1648 Poltava venne inglobata dal magnate ruteno-polacco Jeremi Michał Wiśniowiecki (1612-51). Poltava è stata la base di un distinto reggimento dell'armata dei Cosacchi ucraini. Nel 1667 la città è passata sotto l'Impero russo.
Nella battaglia di Poltava, 27 giugno (8 luglio per il calendario gregoriano) 1709, lo zar Pietro I di Russia alla guida di 80 000 soldati, sconfisse a Poltava un esercito svedese di 24 000 uomini condotti dal maresciallo di campo Carl Gustav Rehnskiöld (che era passato alla guida dell'esercito dopo che il Re di Svezia Carlo XII era stato ferito in battaglia il 17 giugno).
L'esito dello scontro diede origine a un curioso modo di dire russo ancor oggi in uso: "пропал, как швед под Полтавой", cioè "sparito, come uno svedese a Poltava". La battaglia segnò la fine dell'Impero svedese e l'inizio dell'Impero russo.
Dal punto di vista storico la battaglia di Poltava si colloca nel novero dei conflitti della cosiddetta grande guerra del Nord.

## Monumenti e luoghi d'interesse

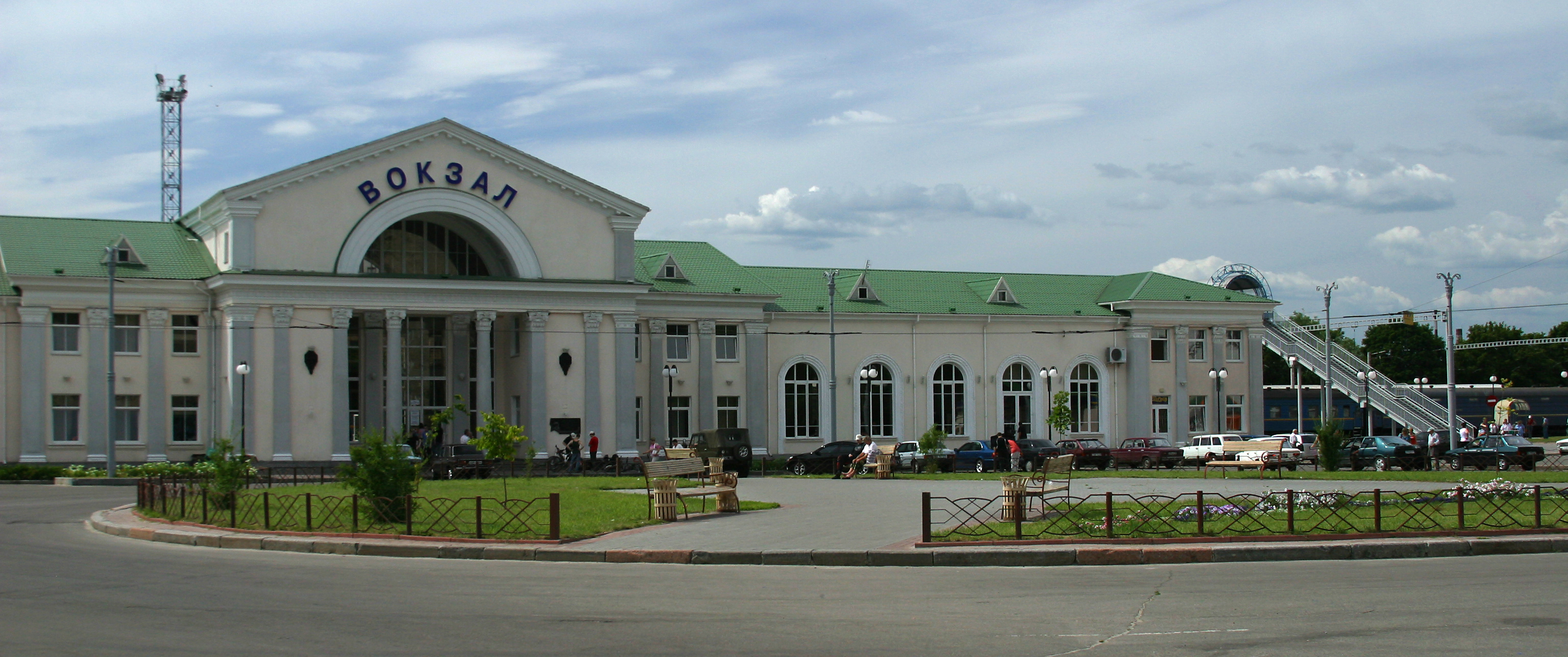
Stazione ferroviaria "Kyïvs'kyj vokzal"

Il centro della città vecchia è piazza Rotonda, una piazza neoclassica circolare con al centro la colonna Tuscanica di ferro fuso che ricorda il centenario della campagna di Poltava, forgiata con 18 cannoni svedesi catturati durante il combattimento. Pietro il Grande celebrò la sua vittoria nella chiesa del Salvatore, per questo il reliquiario ligneo del XVII secolo vi è stato gelosamente conservato fino ad oggi.
La cattedrale a cinque cupole della città, costruita fra il 1699 e il 1709 e dedicata all'Esaltazione della croce, è un magnifico esempio di barocco ucraino. Nel suo complesso, la cattedrale presenta un'unità e una coerenza che nemmeno il campanile neoclassico riesce a raggiungere. Un'altra chiesa di spumeggiante barocco, è la cattedrale dedicata all'Assunta (o alla Dormizione) della Teotoco è andata distrutta nel 1934 e ricostruita negli anni novanta.

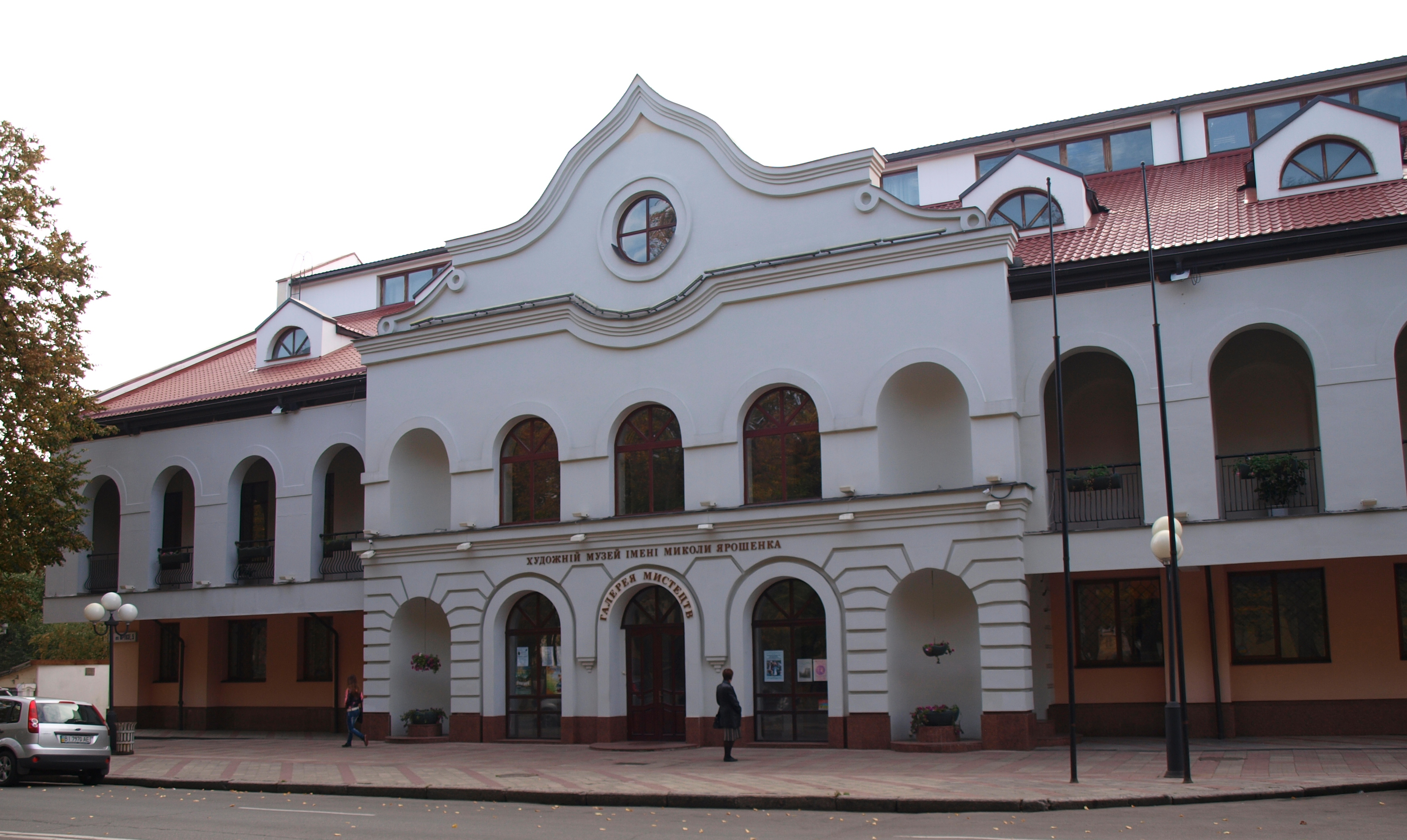
Museo d'arte di Poltava

## Cultura

### Musei
- Museo d'arte di Poltava
- Museo etnografico di Poltava

## Amministrazione

### Gemellaggi
- Filderstadt
- Ostfildern
- Veliko Tărnovo
- Lublino
- Nizza

## Sport

### Calcio
La squadra principale della città è il Vorskla.